# William Harrington (martyr)
Pour les articles homonymes, voir Harrington.
William Harrington, né dans le Yorkshire en 1565 et mort martyr le 18 février 1594 à Tyburn, est un prêtre catholique anglais arrêté et exécuté sous le règne d'Élisabeth Ire. 

## Biographie
Né dans une famille restée fidèle à la foi catholique et qui cachera un temps Edmund Campion il veut lui aussi suivre la voie du jésuite et se rend sur le continent pour devenir prêtre. Inscrit au collège anglais de l'université de Reims, il poursuit des études classiques au collège jésuite de Tournai entre 1582 et 1584. Il demande à entrer dans l'Ordre des jésuites mais sa santé trop fragile l'en empêche. Pendant 6 ans, il doit renoncer à son projet de devenir prêtre pour se soigner. Ayant recouvert la santé, il retourne à Reims et finit par être ordonné en 1591. Il est de retour en Angleterre l'année suivante et exerce son ministère de prêtre dans le sud du royaume. En mai 1592 il est capturé. Emprisonné, on fait pression sur lui pour qu'il renonce à sa foi et sauve ainsi sa vie. Il refuse. Il est alors condamné à mort. Il subit la peine réservée aux traîtres à savoir être pendu, traîné sur une claie jusqu'à la potence et mis en quart.

## Vénération
Reconnu comme un martyr catholique, il est béatifié en 15 décembre 1929 par le pape Pie XI. Vénéré par l'Église catholique il est fêté le 18 février et est compté dans la liste des Cent sept martyrs d'Angleterre et du pays de Galles. Il est également vénéré le 22 novembre comme l'un des martyrs d'Angleterre, d'Écosse et du Pays de Galles et le 29 octobre comme l'un des martyrs de Douai.

## Source
- (en) Cet article est partiellement ou en totalité issu de l’article de Wikipédia en anglais intitulé « William Harrington (priest) » (voir la liste des auteurs).

## Voir également

### Articles liés
- Haute trahison
- Martyrologe romain
- Quatre-vingt-cinq martyrs d'Angleterre et de Galles
- Quarante martyrs d'Angleterre et de Galles
- Cinquante-quatre martyrs anglais